# مروججية
المروججية (الاسم العلمي: Marojejya) هي جنس من النبات يتبع الفصيلة الفوفلية من رتبة الفوفليات.

## أنواع المروججية
- مروججية داريانية
- مروججية مميزة